# Критерий Бартлетта
Критерий Бартлетта (англ. Bartlett's test) — статистический критерий, позволяющий проверять равенство дисперсий нескольких (двух и более) выборок. Нулевая гипотеза предполагает, что рассматриваемые выборки получены из генеральных совокупностей, обладающих одинаковыми дисперсиями.
Критерий Бартлетта является параметрическим и основан на дополнительном предположении о нормальности выборок данных. Поэтому перед применением критерия Бартлетта рекомендуется выполнить проверку нормальности. Критерий Бартлетта очень чувствителен к нарушению данного предположения.
Плюсы:
- объёмы выборок могут быть различными (это его преимущество перед критерием Кохрена),
- критерий Бартлетта выявляет отклонения, как в наибольшую, так и в наименьшую стороны;

Минусы:
- сложность вычислений (критерий Кохрена требует меньше вычислительных затрат. Особо это актуально в случае вычислений «вручную»),
- объём каждой выборки должен быть больше трёх,
- критерий очень чувствителен к нарушению предположения о нормальности закона распределения исходных данных.

## Примеры задач — применение критерия Бартлетта
Пример 1. Критерий Бартлетта может быть использован как вспомогательный — например, при проверке некоторого другого статистического теста, использующего равенство дисперсий.
Например, критерий Бартлетта может быть использован в качестве вспомогательного в аналитической химии.
При проведении межлабораторных экспериментов возникает тип задач, когда один образец анализируется в нескольких лабораториях, а затем полученные результаты обрабатываются и обобщаются. Таким образом, есть {\displaystyle k} выборок в общем случае различного размера. Необходимо сравнить средние значения полученных выборок. Для этого сперва нужно убедиться, что дисперсии однородны с помощью критерия Бартлетта. Если дисперсии неоднородны, то сравнение средних проводить нельзя.
Пример 2. Измеряется размер некоторого изделия. Всего проводится {\displaystyle k} серий экспериментов, состоящих из {\displaystyle n_{i}} ({\displaystyle i=1,...,k}) измерений. При этом серии измерений могут быть отнесены к разным экспериментаторам, могут применяться различные методики измерения. В условиях выполнения предположения о нормальности распределения необходимо сравнить выборки на однородность дисперсий.
Пример 3. По результатам наблюдения за пропускной способностью канала в различные дни испытаний сформированы упорядоченные выборки. При заданном уровне значимости {\displaystyle \alpha } необходимо проверить однородность выборок.
Замечания:
- Для расчётов при проверке однородности дисперсий наиболее сложным оказывается случай, когда выборочные дисперсии получены из выборок неодинакового объёма или по результатам предварительной обработки из данных были исключены значения, признанные как промахи. Тогда рекомендуется применять критерий Бартлетта.
- В связи с вычислительной сложностью данного критерия иногда на практике стараются отказаться от него, если есть такая возможность.

## Описание критерия
Имеется {\displaystyle k} выборок {\displaystyle x_{1}^{n_{1}},...,x_{k}^{n_{k}}} объёмом {\displaystyle n_{i}} ({\displaystyle i=1,...,k}) каждая. {\displaystyle X_{ji}} — j-е значение (измерение) в i-й серии. Дисперсии выборок и выборочные оценки дисперсий обозначим через {\displaystyle \sigma _{i}^{2}} и {\displaystyle s_{i}^{2}} соответственно.

### Дополнительные предположения
- Выборки {\displaystyle x_{1}^{n_{1}},...,x_{k}^{n_{k}}} являются нормальными. Критерий Бартлетта очень чувствителен к отклонениям от нормальности распределения исследуемых случайных величин. Если нет уверенности в нормальности распределения, им не рекомендуется пользоваться. А при одинаковом объёме всех выборок вместо критерия Бартлетта лучше применять критерий Кохрена.

### Нулевая гипотеза
Критерий Бартлетта проверяет гипотезу {\displaystyle H_{0}} о том, что дисперсии всех {\displaystyle k} выборок одинаковы.
{\displaystyle H_{0}:\sigma _{1}^{2}=\sigma _{2}^{2}=...=\sigma _{k}^{2}}
Альтернативная гипотеза {\displaystyle H_{1}}: существует, по крайней мере, две выборки {\displaystyle i} и {\displaystyle j} ({\displaystyle i\neq j}) с несовпадающими дисперсиями.
{\displaystyle H_{1}:\sigma _{i}^{2}\neq \sigma _{j}^{2}} (для некоторых {\displaystyle i\neq j}).

### Статистика критерия Бартлетта
Статистика критерия Бартлетта вычисляется в соответствии с соотношением:
{\displaystyle T={\frac {M}{c}}}.
Здесь
{\displaystyle M=(N-k)\cdot \ln(s_{p}^{2})-\sum _{i=1}^{k}(n_{i}-1)\cdot \ln(s_{i}^{2})},
{\displaystyle c=1+{\frac {1}{3\cdot (k-1)}}\cdot \left(\sum _{i=1}^{k}\left({\frac {1}{n_{i}-1}}\right)-{\frac {1}{(N-k)}}\right)},
где {\displaystyle N=\sum _{i=1}^{k}n_{i}} и {\displaystyle s_{p}^{2}={\frac {1}{N-k}}\sum _{i=1}^{k}(n_{i}-1)\cdot s_{i}^{2}} — суммарная оценка дисперсий,
{\displaystyle s_{i}^{2}={\frac {1}{n_{i}-1}}\sum \limits _{j=1}^{n_{i}}\left(X_{ji}-{\bar {X_{i}}}\right)^{2}},
{\displaystyle {\bar {X_{i}}}={\frac {1}{n_{i}}}\sum _{j=1}^{n_{i}}\mathrm {X} _{ji}}.
При {\displaystyle n_{i}>3\;(i=1,...,k)} и справедливости нулевой гипотезы статистика критерия Бартлетта имеет распределение {\displaystyle \chi _{k-1}^{2}} хи-квадрат с (k-1) степенями свободы.

### Критерий (приуровне значимостиα{\displaystyle \alpha })
Если {\displaystyle T>\chi _{k-1,\alpha }^{2}}, то на уровне значимости  {\displaystyle \alpha } нулевая гипотеза {\displaystyle H_{0}} отвергается в пользу альтернативы {\displaystyle H_{1}}. Здесь {\displaystyle \chi _{k-1,\alpha }^{2}} — квантиль распределения хи-квадрат с (k-1) степенями свободы.

### Примечание
При отклонении от нормальности рекомендуется вместо статистики {\displaystyle T} пользоваться её модификацией:
{\displaystyle T^{*}={\frac {f_{2}\cdot M}{f_{1}\cdot \left({\frac {f_{2}^{2}}{f_{2}(2-c)+c}}-M\right)}}},
где {\displaystyle f_{1}=k-1}, {\displaystyle f_{2}={\frac {k+1}{(c-1)^{2}}}}.
Статистика {\displaystyle T^{*}} имеет {\displaystyle F}-распределение с {\displaystyle f_{1}} и {\displaystyle f_{2}} степенями свободы. Поэтому нулевую гипотезу следует отклонить, если {\displaystyle T^{*}>F_{\alpha }(f_{1},f_{2})}.